# Театр оперетты Урала
Театр музыки, драмы и комедии — театр в городе Новоуральске Свердловской области, Россия. Один из двух театров города.

## Архитектура здания
Театр расположен на Театральной площади города Новоуральска. Здание театра каменное, построено в стиле Сталинского Ампира с элементами Монументализма. Центральный фасад имеет греческий портик, на первом этаже которого находится главный вход в здание. Стены театра жёлто-бежевого цвета с четырьмя белыми пилястрами над входом, между которыми на втором и третьем этажах расположены по три небольших балкона. Кровля здания двускатная. При главном входе на небольшом возвышении находится площадка с каменной оградой и фонарями, от которой вниз к площади ведёт широкая лестница. Перед зданием театра на площади есть большой действующий фонтан.

## История и репертуар
«Театр музыки, драмы и комедии» — один из старейших театров ЗАТО. Он был основан в ноябре 1951 года.
В 1968 году решением Министерства Культуры РСФСР театр был преобразован в «Свердловский областной театр оперетты».

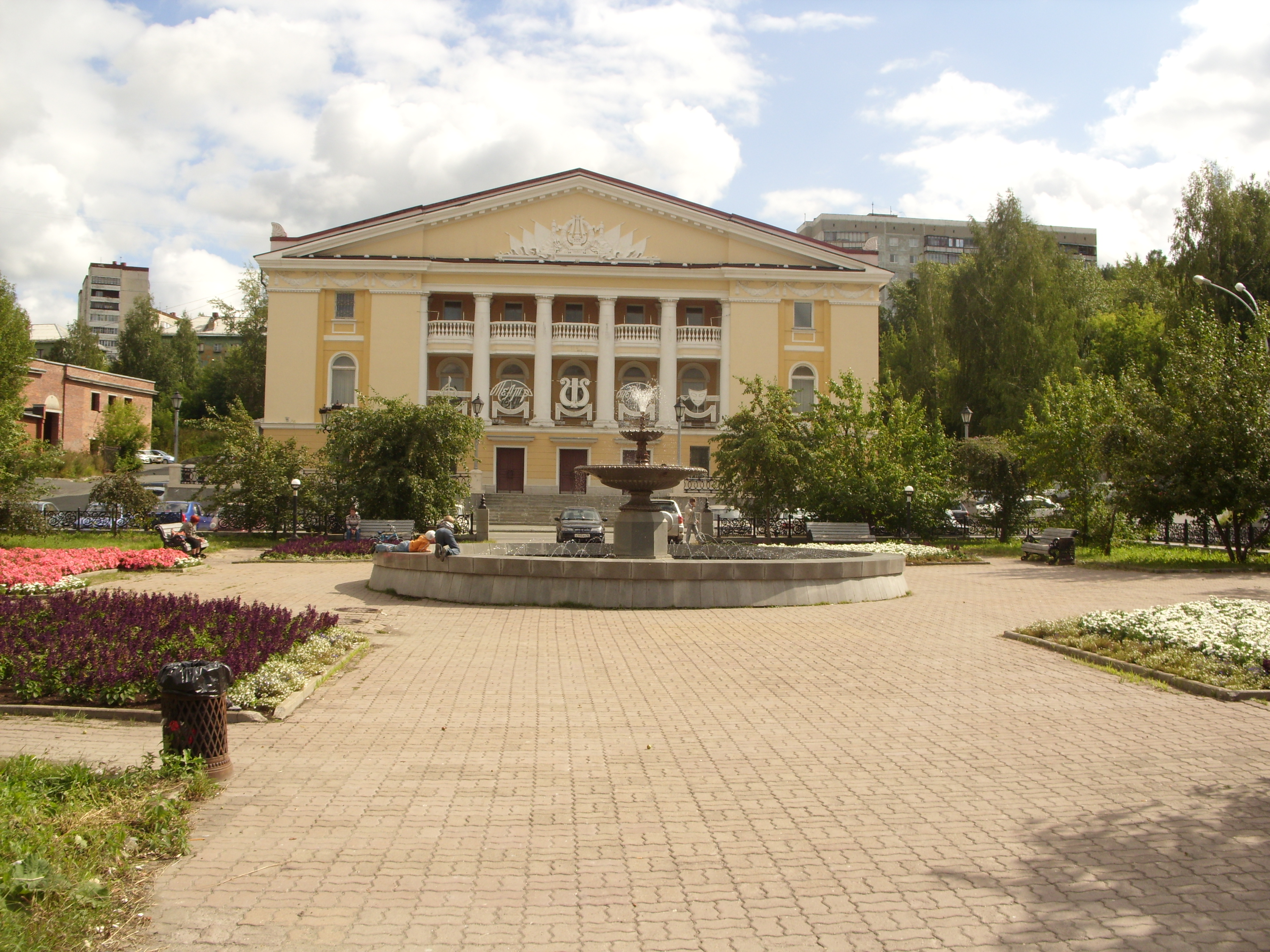
Театральная площадь в Новоуральске

В 2000 году на фестивале Высшей Национальной театральной премии «Золотая маска» был номинирован спектакль «Ах, высший свет!». Работа была отмечена Дипломом фестиваля.
В 2012 году театр получил своё нынешнее название — Муниципальное бюджетное учреждение культуры «Театр музыки, драмы и комедии» Новоуральского городского округа.
В 2021 году ТМДК получил «Золотую маску» — «За нестандартность репертуарного мышления». В 2023 году саунд-драма «Старик и море» Новоуральского театра попала в лонг-лист Национальной театральной премии «Золотая маска» и получила специальный приз жюри секции драматического театра Областного Конкурса-фестиваля театральных работ «Браво!»